# 그믐, 또는 당신이 세계를 기억하는 방식
《그믐, 또는 당신이 세계를 기억하는 방식》은 장강명이 2015년 발표한 장편소설이다. 제20회 문학동네 작가상 수상작이다.

## 줄거리
소설은 남자, 여자, 아주머니 세 사람의 시점으로 과거와 현재, 미래가 뒤섞이며 서술된다.
남자는 고등학교 시절 이영훈이라는 일진 남학생에 시달리다가 그를 칼로 찔러 살해한다. 그 후 남자는 교도소에서 복역하며 정신과 치료도 받는다. 출소한 남자는 이름을 바꾸고 새로운 삶을 살아보려 하지만, 전과가 계속해서 발목을 잡는다. 특히나 피해자의 어머니인 아주머니가 계속해서 남자를 따라 다니며 옛 사건을 알려지는 통에 남자는 취직도 제대로 하지 못한다.
남자에게는 고등학교 때 친했던 여자가 있었다. 남자는 경험을 바탕으로 한 소설을 써서 여자가 일하는 출판사 공모전에 제출하고 두 사람은 재회하게 된다. 여자는 남자를 사랑하게 되고 남자도 여자를 사랑한다. 그런데 출소한 남자에게는 '우주 알'이라는 것이 들어와 있어서, 시공간을 초월하여 모든 것을 볼 수 있었다. 그래서 그는 이영훈의 어머니에게 곧 살해된다는 것도 알고 있었다.
아주머니는 죽은 아들이 일진이 아니라는 것을 남자가 증명해주길 원했다. 그러나 남자는 이를 부정했고 아주머니는 어느 날 그믐녘에 공원 계단에서 남자를 칼로 찔러 죽인다. 죽음을 알고 있던 남자는, 모두가 자유로워지는 결말을 위해 미리 이영훈이 사실은 일진이 아니었다고 고백하는 영상을 준비해 두었다. 남자가 죽고 난 뒤 여자는 그가 남긴 막대한 생명보험료를 상속한다. 아주머니는 교도소에 가게 되었으나 그녀의 아들은 명예를 회복하게 된다. 수감된 아주머니에게 '우주 알'이 나타나 그녀 안으로 들어가게 된다.

## 등장인물
- 남자: 고등학교 때 반 일진인 이영훈과 시비가 붙어 그를 죽이고 9년의 징역을 살았다. 출소한 후 미스터리 소설가로 활동하지만 전과 때문에 크게 알려지지는 못한다. 자신의 안에 '우주 알'이 있으며 이 때문에 시간과 공간의 개념이 없고 모든 것을 본다고 주장한다. 본명은 가운데 '강'자가 들어가는 특이한 이름이었지만, 너무 눈에 띄어서 개명했다.
- 여자: 출판사에서 학습만화 편집자로 일하고 있다. 아버지의 가정폭력과 무관심한 언니, 그리고 언니만 편애하는 어머니에 시달리는 불우한 어린 시절을 보냈다. 본명은 '이보람'이었는데 너무 흔한 이름이어서 동명이인과 비교되는 데에 질리게 되자, 개명했다.
- 아주머니: 남자가 죽인 이영훈의 어머니이다. 남자에게는 자기를 엄마라고 부르라며, 자신도 남자를 새 아들처럼 생각한다고 말하지만, 실제로는 죽은 아들의 오명을 풀기 위해 남자를 괴롭히고 있는 것이다.

## 연극화
'극단 동'에서 소설을 연극으로 만들었다. 2018년 9월 서울 남산예술센터에서 초연되었고 제55회 동아연극상 작품상, 평론가협회 올해의 연극 베스트3 등을 수상했다.